# رولینگ هیلز (کالیفرنیا)
رولینگ هیلز (به انگلیسی: Rolling Hills) شهری در شهرستان لس‌آنجلس، کالیفرنیا ایالت کالیفرنیا است که در سرشماری سال ۲۰۱۰ میلادی، ۱۸۶۰ نفر جمعیت داشته‌است.